# Stenbittjärnen (Ullångers socken, Ångermanland)
Stenbittjärnen är en sjö i Kramfors kommun i Ångermanland och ingår i Nätraån-Ångermanälvens kustområde. Sjöns area är 0,03 kvadratkilometer och den befinner sig 238 meter över havet.